# Litauischer Bürgerkrieg (1432–1438)
Der Litauische Bürgerkrieg von 1432–1438 war ein Krieg um die Thronfolge im Großfürstentum Litauen, nachdem Vytautas der Große 1430 gestorben war, ohne einen Erben zu hinterlassen. Der Krieg wurde auf der einen Seite von Švitrigaila, der mit dem Deutschen Orden verbündet war, und auf der anderen Seite von Sigismund Kęstutaitis geführt, der vom Königreich Polen unterstützt wurde. Der Krieg drohte die Union von Krewo, die Personalunion zwischen Polen und Litauen, zu zerreißen. Švitrigailas Bündnis mit dem Hochmeister des Deutschen Ordens, Paul von Rusdorf, löste einen Krieg zwischen Polen und dem Deutschen Orden (1431–1435) aus, der jedoch keinen Durchbruch für Švitrigaila brachte.
Als Sigismund 1432 durch einen Staatsstreich die Macht in Litauen übernahm, spaltete sich Litauen in zwei Lager, und es begannen drei Jahre verheerender Feindseligkeiten. Um zu verhindern, dass die Ordensritter ihre Unterstützung für Švitrigaila fortsetzten, unterstützte Polen 1433 einen Angriff der tschechischen Hussiten auf Preußen. Der Krieg endete mit einer entscheidenden Niederlage für Švitrigaila und seinen Verbündeten, den livländischen Zweig des Deutschen Ordens, in der Schlacht von Wiłkomierz im September 1435. Švitrigaila kapitulierte schließlich im Jahr 1437. Sigismund Kęstutaitis regierte Litauen jedoch nur acht Jahre lang, bevor er 1440 ermordet wurde.

## Vorgeschichte
Das Großherzogtum Litauen und das Königreich Polen hatten in den Jahrzehnten vor dem Konflikt mehrere Bündnisse geschlossen, darunter die Union von Krewo 1385, das Abkommen von Ostrów 1392 und die Union von Horodło 1413. In der Schlacht von Grunwald 1410 hatten sich die beiden Staaten erfolgreich gegen einen gemeinsamen Feind, den Deutschen Ritterorden, zusammengeschlossen. Die Niederlage der Ordensritter in der Schlacht schwächte ihre militärische Macht, ohne sie jedoch vollständig zu beseitigen, und sie beteiligten sich weiterhin an Konflikten. Um die Macht in Litauen und das Verhältnis zu Polen hatte es bereits 1381–1384 und 1389–1392 Bürgerkriege in Litauen gegeben. Nach dem Ende des Konflikts 1392 wurde Vytautas der Große als Großherzog von Litauen anerkannt, er musste jedoch seinem Vetter, dem König von Polen, Władysław II. Jagiełło, die Treue schwören.
Am 27. Oktober 1430 starb Vytautas der Große, Großfürst von Litauen, plötzlich, ohne einen Erben oder ein Testament hinterlassen zu haben. Seine Krönung zum König von Litauen war für September 1430 geplant gewesen, aber die Polen hatten verhindert, dass die Krone Litauen erreichte. Vytautas’ einzige Tochter, Sofia von Litauen, hatte Wassili I. von Moskau geheiratet und hatte nur einen überlebenden Sohn, Wassili II. Er war orthodox und konnte daher das erst kürzlich christianisierte katholische Großherzogtum nicht regieren. Ihr orthodoxes Bekenntnis hinderte auch viele andere Gediminiden daran, Thronanwärter zu werden. Es gab zwei geeignete katholische Kandidaten: Vytautas’ Bruder und rechtmäßiger Erbe, Sigismund Kęstutaitis, und Vytautas’ Vetter Švitrigaila.
Die litauischen Adligen wählten Švitrigaila einseitig zum neuen Großherzog, was gegen die Bedingungen der Union von Horodło von 1413 verstieß, in der sich die Litauer verpflichtet hatten, keinen neuen Großherzog ohne die Zustimmung des Königreichs Polen zu wählen. Die Entscheidung wurde jedoch vom König von Polen akzeptiert. Es kam allerdings zu einem bewaffneten Konflikt wegen territorialer Streitigkeiten in Podolien und Wolhynien, die nach dem Verständnis des polnischen Adels gemäß einem Vertrag von 1411 nur zu Lebzeiten von Vytautas von Litauen regiert werden sollten.

## Luzk-Krieg

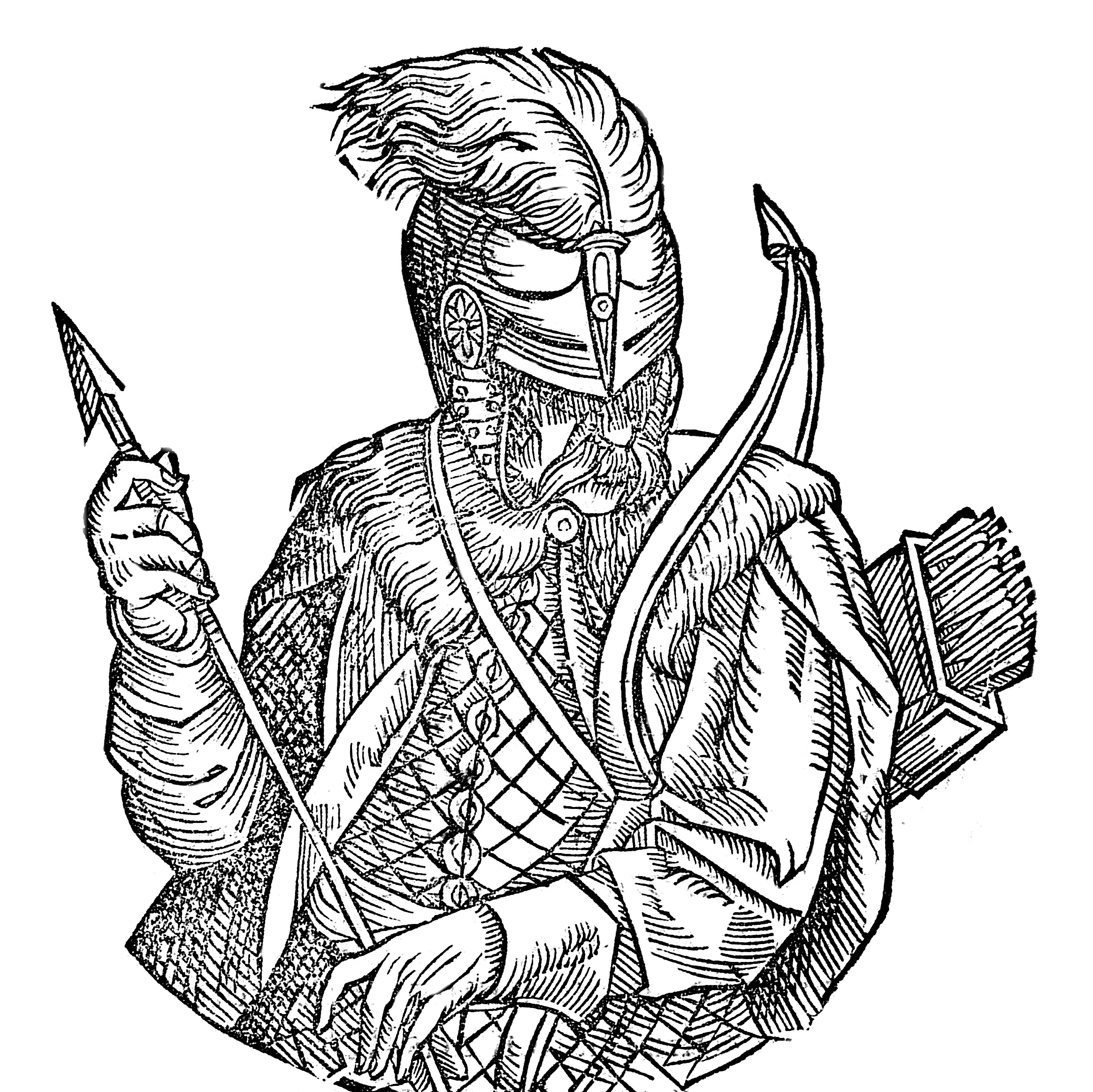
Abbildung von Švitrigaila

Als polnische Truppen in Podolien einfielen, ließ Švitrigaila seinen Bruder Jagiełło, den König von Polen, in Wilna festnehmen, als er versprach, Podolien an das Großfürstentum Litauen zurückzugeben. Der polnische Adel, angeführt von Zbigniew Oleśnicki, versammelte sich im Februar 1431 in Sandomierz, entrüstete sich über die Versprechen des Königs und verlangte, dass Švitrigaila seine Lehnstreue zu Jagiełło anerkennen sollte. Švitrigaila weigerte sich, bekannte sich zur vollen Unabhängigkeit und bat sogar den deutsch-römischen Kaiser Sigismund, ihm die Krone zu schicken, die für Vytautas bestimmt war. Im selben Brief versprach Švitrigaila Kaiser Sigismund seine Treue.
Švitrigaila begann, eine breitere antipolnische Koalition zu organisieren: Er verhandelte mit dem Deutschen Ritterorden, mit dem römisch-deutschen Kaiser Sigismund, mit Moldawien, mit der Goldenen Horde und mit den orthodoxen Herzögen der östlichen (ruthenischen) Länder des Großfürstentums Litauen. Der aussichtsreichste Verbündete war der Deutsche Orden, der die polnisch-litauische Union, die zur Niederlage des Ordens in der Schlacht von Grunwald (1410) geführt hatte, wieder rückgängig machen wollte. Im Juni 1431 unterzeichneten der Deutsche Orden und Švitrigaila den Vertrag von Christmemel. Unterstützt wurde Švitrigaila auch von moldauischen Truppen unter Alexander dem Guten, die Polen im Südosten angriffen.
Am 25. Juni 1431 fiel das polnische Heer in Wolhynien ein. Die Polen besiegten Švitrigailas Männer in der Nähe von Luzk. Den Polen gelang es jedoch nicht, die Burg Lubarta zu erobern. Gleichzeitig erklärte der Deutsche Orden gemäß dem Vertrag von Christmemel den Krieg und fiel in Polen ein. Der Deutsche Orden verwüstete das Dobriner Land, wurde jedoch im September 1431 bei Nakel an der Netze von den Polen besiegt. Švitrigaila, der in der Burg Lubarta belagert wurde, bot am 20. August Friedensverhandlungen an, die am 26. August abgeschlossen wurden und den so genannten Luzk-Krieg beendeten. Der Waffenstillstand löste den zugrunde liegenden Streit jedoch nicht. Der Krieg verwandelte sich in einen diplomatischen Konflikt, als Polen versuchte, die litauischen Adligen gegen Švitrigaila zu mobilisieren.

## Umsturz in Litauen

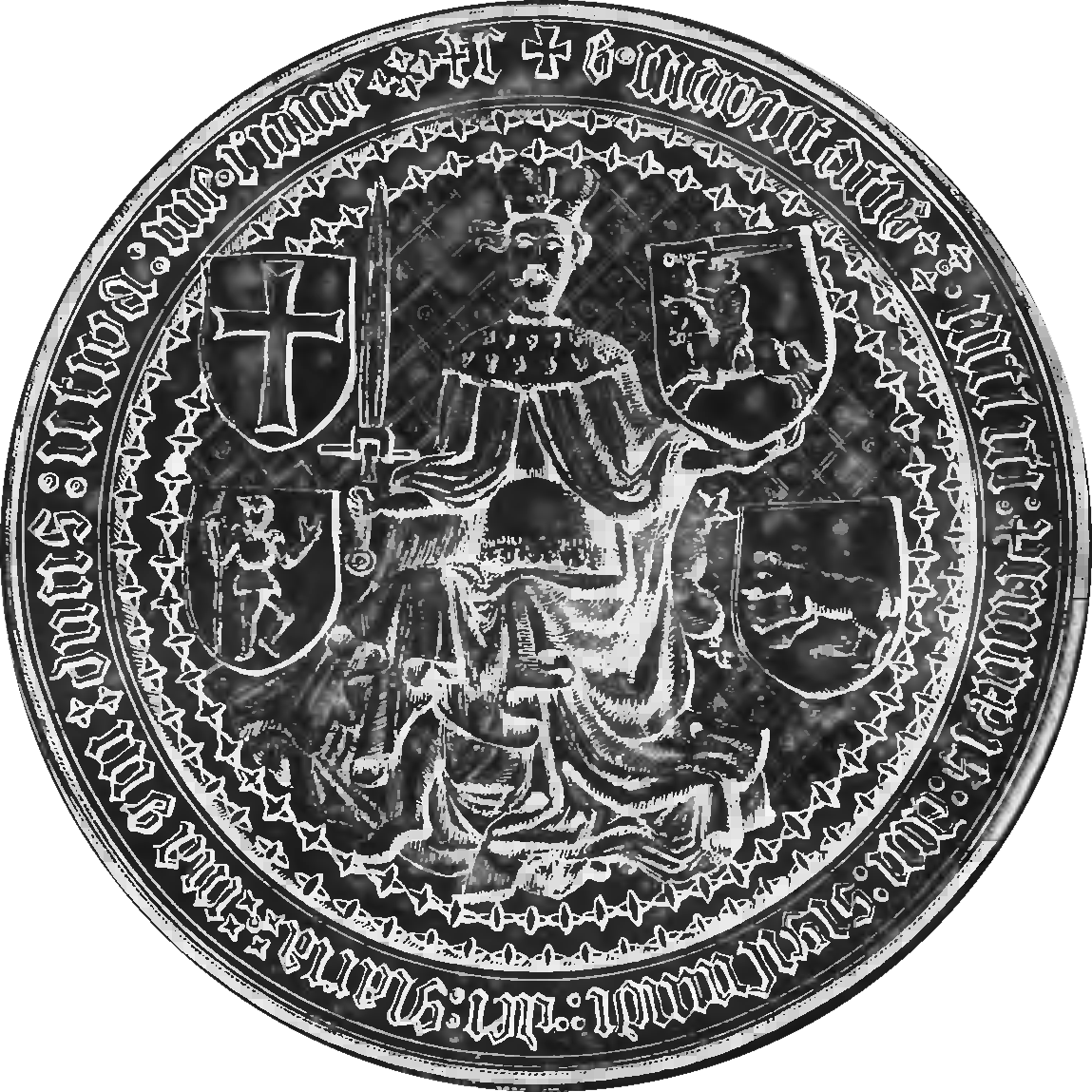
Königliches Siegel von Sigismund Kęstutaitis

Im April 1432 boten die Polen Švitrigaila in Sieradz denselben Deal an, den Vytautas während seiner Herrschaft geschlossen hatte: Švitrigaila sollte Großherzog und Jagiełło Oberster Herzog werden, und nach Švitrigailas Tod sollte der litauische Thron an einen von Jagiełłos Söhnen übergehen. Švitrigaila lehnte das Angebot angeblich ab, wodurch sich lokaler Widerstand herausbildete. Am 31. August 1432 kam es zu einem von lokalen Adeligen angeführtem Umsturz in Litauen und Švitrigaila musste nach Polotsk fliehen, während seine schwangere Frau inhaftiert wurde. Die Verschwörer setzten Sigismund Kęstutaitis, den Bruder von Vytautas, als neuen Großherzog ein. Es ist unklar, welche Gruppen Sigismund unterstützten und warum. Möglicherweise waren einige litauische Adlige mit den Vergünstigungen unzufrieden, die Švitrigaila den orthodoxen Herzögen gewährt hatte. Sigismund, der vor dem Staatsstreich keine große Rolle in der litauischen Politik gespielt hatte, und der Švitrigaila zunächst unterstützt hatte, nahm die Union mit Polen wieder auf. Am 15. Oktober 1432 unterzeichnete er die Union von Grodno, die im Wesentlichen die Union von Vilnius und Radom (1401) bestätigte und Sigismund die gleichen Rechte einräumte, die Vytautas während seiner Herrschaft genossen hatte. Nach Sigismunds Tod sollte Litauen an den König von Polen zurückfallen. Sigismund machte auch territoriale Zugeständnisse an Polen in den umstrittenen Gebieten Podolien und Wolhynien.
Litauen spaltete sich in zwei Lager: die Anhänger Sigismunds (in den die litauischen Gebiete, Samogitien und den Regionen Trakai und Minsk) und die Anhänger Švitrigailas (in Polozk, Witebsk, Smolensk, Kiew, Wolhynien). Es begannen drei Jahre lange verheerende Kämpfe. Am 8. Dezember 1432 trafen die Heere von Švitrigaila und Sigismund in der Schlacht von Ašmena aufeinander. Švitrigaila hatte die Hilfe des Khan der Goldenen Horde in Anspruch genommen. Er plante, die Hauptstadt des Großherzogtums, Wilna, anzugreifen und den Thron wieder zu besteigen. Beide Seiten erlitten schwere Verluste, und der Sieg ging an Sigismund.

## Hussitische Invasion von Polen
Im Juni 1433 verbündete sich Polen mit den böhmischen Hussiten, um den Deutschen Orden daran zu hindern, über seinen livländischen Zweig heimliche Unterstützung nach Švitrigaila zu schicken. Der Deutsche Orden hatte während der Hussitenkriege den Papst und den römischen Kaiser Sigismund gegen die Hussiten unterstützt. Vier Monate lang verwüstete das hussitische Heer die preußischen Gebiete in der Neumark, in Pommern und in Westpreußen, sie griffen Konitz (heute Chojnice), Schwetz (heute Świecie) und Danzig (heute Gdańsk) an. Sie eroberten mehrere Städte und Burgen, darunter Dirschau (heute Tczew) am 29. August 1433.
Am 13. September 1433 wurde in Jasiniec ein Waffenstillstand unterzeichnet. Der von den Polen angeführte Einfall in die Neumark und nach Pommern hatte sich als erfolgreich erwiesen und den Deutschen Orden von der Unterstützung durch das Heilige Römische Reich abgeschnitten und den Orden davon überzeugt, einen Vertrag mit den Polen zu unterzeichnen. Am 15. Dezember 1433 wurde zwischen den Polen und dem Orden in Łęczyca ein Waffenstillstand unterzeichnet. Der Deutsche Orden stimmte den meisten polnischen Forderungen zu, u. a. dass der Orden seine Unterstützung für Švitrigaila einstellte. Damit war der Krieg auf polnischem Boden beendet; der Kampf auf litauischem Boden sollte noch zwei Jahre andauern, da der Waffenstillstand mit Polen nicht für den Livländischen Orden galt.

## Entscheidungsschlacht
Im Juli und August 1433 überfielen Švitrigaila und seine livländischen Verbündeten Orte in Litauen und verwüsteten die Vororte von Vilnius, Trakai und Kaunas. Die Feindseligkeiten wurden durch eine Pferdepest kurzzeitig unterbrochen. Als Jagiełło von Polen im Mai 1434 starb, nahm der Orden seine Unterstützung für Švitrigaila wieder auf, der seine Anhänger um sich scharte, darunter Ritter des Livländischen Ordens, orthodoxe Herzöge und seinen Neffen Žygimantas Kaributaitis, einen angesehenen militärischen Befehlshaber der Hussiten. Im Juli 1435 vereitelte Švitrigaila einen Putsch gegen ihn in Smolensk. Der Anführer des Putsches, der orthodoxe Bischof Gerasim, wurde auf dem Scheiterhaufen verbrannt. Die letzte Schlacht bei Wiłkomierz (Vilkmergė) fand im September 1435 nordwestlich von Vilnius statt. Schätzungen zufolge waren auf beiden Seiten 30.000 Mann beteiligt. Švitrigailas Heer unter der Führung von Žygimantas Kaributaitis wurde von dem angreifenden litauisch-polnischen Heer unter der Führung von Michael Žygimantaitis vernichtend geschlagen.

## Folgen
Švitrigaila gelang mit einer kleinen Gruppe von Anhängern die Flucht nach Polotsk. Der Livländische Orden hatte eine schwere Niederlage erlitten, die zuweilen mit der des Deutschen Ordens bei Grunwald im Jahr 1410 verglichen wurde. Am 31. Dezember 1435 unterzeichneten die Deutschordensritter den Frieden von Brest (1435). Sie erklärten sich bereit, ihre Unterstützung für Švitrigaila einzustellen und in Zukunft nur noch Großherzöge zu unterstützen, die ordnungsgemäß von Polen und Litauen gemeinsam gewählt worden waren. Der Vertrag änderte nicht die Grenzen, die im Vertrag von Melno 1422 festgelegt worden waren. Dies zeigte, dass der Deutsche Orden seinen vorherigen Status verloren hatte. Der Deutsche und der Livländische Orden mischten sich nicht mehr in polnisch-litauische Angelegenheiten ein; stattdessen wurden Polen und Litauen in den Dreizehnjährigen Krieg (1454–66) verwickelt, einen Bürgerkrieg, der Preußen in zwei Hälften teilen sollte.
Švitrigaila verlor seinen Einfluss in den meisten slawischen Fürstentümern und konnte sich Polen und Sigismund nicht mehr widersetzen. Am 4. September 1437 versuchte er, sich mit Polen auszusöhnen: Er sollte über die Länder herrschen, die noch hinter ihm standen (vor allem Kiew und Wolhynien), und nach seinem Tod sollten diese Gebiete an den polnischen König übergehen. Der polnische Senat lehnte es jedoch aufgrund des Widerstands von Sigismund ab, den Vertrag zu ratifizieren. 1438 zog sich Švitrigaila nach Moldawien zurück. Die Herrschaft von Sigismund Kęstutaitis war kurz – er wurde 1440 ermordet. Švitrigaila kehrte 1442 aus dem Exil zurück und regierte Luzk bis zu seinem Tod ein Jahrzehnt später.
Jagiełłos 1426 geborener Sohn Kasimir IV. Jagiellon wurde 1440 von den litauischen Herrscherfamilien als neuer Großfürst anerkannt. Dieses Ereignis stelle das Ende des Erbfolgestreits dar.